# Vincent Otti
Vincent Otti (* um 1946 in Gulu, Uganda; † vermutlich 2. Oktober 2007) war unter Joseph Kony der stellvertretende Anführer der paramilitärischen Lord’s Resistance Army (LRA), der die Terrorisierung der nordugandischen Zivilbevölkerung vorgeworfen wird.

## Leben
Otti wurde um 1946 geboren, seine Eltern starben, als er noch jung war. Otti trat der LRA bei ihrer Gründung 1987 bei und wurde später durch Joseph Kony zum Generalleutnant ernannt.
1995 verrichten Soldaten unter dem Befehl Ottis ein Massaker in seinem Heimatdorf Atiak (Distrikt Gulu), bei dem hunderte ums Leben kamen. Im Zuge der Terrorangriffe des 11. Septembers 2001 wurde die LRA von der US-Regierung als Terrororganisation eingestuft. Vincent Otti wird als Anführer des Balonyo-Massaker im Februar 2004 gesehen, bei dem 300 Dorfbewohner umkamen.
Am 2. Oktober 2007 wurde Otti unter den Anweisungen Joseph Konys im LRA-Lager bei Garamba erschossen. Die Hinrichtung wurde von Kony auf Grund einer mutmaßlichen Verschwörung Ottis gegen ihn veranlasst. Tatsächlich war Otti die treibende Kraft hinter den laufenden Friedensverhandlungen und den Verhandlungen in Juba im August 2006.

## Anklagen
Im Juli 2005 wurde Otti, zusammen mit Kony und drei weiteren LRA-Generälen, wegen Kriegsverbrechen vom Internationalen Strafgerichtshof angeklagt. Entgegen der mutmaßlichen Ermordung von Otti hatte der Haftbefehl des IStGH weiterhin Bestand. Erst am 17. November 2023 stellte der ISTGH das Verfahren gegen ihn ein.